# Курочкин, Владимир Акимович
Владимир Акимович Курочкин (7 мая 1922, Астрахань — 19 марта 2002, Москва) — советский российский актёр, режиссёр оперетты, оперы, педагог. Народный артист СССР (1978).

## Биография
Родился 7 мая 1922 в Астрахани в семье служащего.
В 1939 окончил Свердловское музыкальное училище имени П. И. Чайковского по классу фортепьяно, в 1946 году — студию Свердловского театра драмы, в 1951 году — факультет журналистики Уральского университета им. А. М. Горького, в 1962 году — Высшие режиссёрские курсы при ГИТИСе (Москва).
В годы Великой Отечественной войны служил в 968-м стрелковом полку 255-й стрелковой дивизии 15-й армии 2-го Дальневосточного фронта, старший сержант.
Сценическую деятельность начал в 1946 году в Свердловском театре драмы.
В 1946—1963 годах — актёр, в 1963—1986 годах — главный режиссёр Свердловского театра музыкальной комедии. Критики называли его «блистательным мастером острого рисунка роли» и прочили первенство в амплуа комика-буффона. Работал над созданием репертуара советской оперетты, поставил впервые в Свердловске зарубежные и советские мюзиклы. Привлекал к сотрудничеству самых талантливых композиторов: Ю. Милютина, В. Мурадели, В. Баснера, Г. Гладкова. Две трети его спектаклей шли с пометкой на афише «Первое исполнение в СССР». Всего поставил около 50 спектаклей.
Среди наиболее известных постановок: «Девушка с голубыми глазами» В. И. Мурадели, «Рыцарь Синяя Борода» Ж. Оффенбаха, «Хелло, Долли!» Дж. Хермана, «Свадьба с генералом» Е. Н. Птичкина, «О, милый друг» В. М Лебедева и др.
Среди экспериментальных постановок: сатирический памфлет «5 000 000 франков», созданный на основе неиспользованного киносценария И. Ильфа и Е. Петрова; публицистической по духу «Калифорнийский сувенир» Л. В. Афанасьева, спектакль-диспут «Бородатые мальчики», спектакль «Белая ночь» (музыкальная хроника с подзаголовком «Последние дни Романовых») Т. Н. Хренникова, спектакли на тему Великой Отечественной войны. Стремился к расширению тематики и проблематики оперетты. Постановщик первого в СССР мюзикла — «Чёрный дракон» Д. Модуньо и Ю. Ф. Уткина. При нём коллектив театра в 1983 году был награждён орденом Трудового Красного Знамени, а спустя три года получил звание «Академического» (первым среди театров оперетты).
С 1965 года — профессор, заведующий кафедрой музыкальной комедии Уральской консерватории.
В 1986—1988 годах — главный режиссёр Московского театра оперетты.
В 1986—1990 годах преподавал в ГИТИСе (с 1986 — доцент) и Московском музыкальном училище им. Гнесиных. Среди учеников — лауреат Государственной премии России, заслуженный деятель искусств РФ, режиссёр Г. Исаакян и лауреат Премии Правительства России, основатель Московского музыкального театра «Амадей», режиссёр О. Митрофанов.
С 1990 года (с апреля 1996 по сентябрь 1997 — художественный руководитель оперы) — художественный руководитель и главный режиссёр Пермского театра оперы и балета имени П. И. Чайковского. Ставил в театре оперы. Во многом экспериментальный спектакль «Три сестры Прозоровы» А. В. Чайковского стал значительным событием в культурной жизни России.
Осуществил в России и за рубежом постановку более 100 спектаклей и телефильмов. Автор либретто оперетт и трёх опер.
С 1970 года — член центрального Правления Всесоюзного театрального общества (ВТО), с 1983 — глава Свердловского отделения ВТО.
Скончался 19 марта 2002 года в Москве. Похоронен в Екатеринбурге на Широкореченском кладбище (участок № 2).

### Семья
- Жена — Вера Георгиевна Евдокимова (1922—2003) актриса, заслуженная артистка РСФСР (1977).

## Награды и звания
- Народный артист СССР (1978)
- Народный артист РСФСР (1973)[3]
- Заслуженный артист РСФСР (1953)
- Заслуженный деятель искусств РСФСР (1969)
- Орден Почёта (1998)
- Орден Отечественной войны II степени (6 апреля 1985[4])
- Орден Трудового Красного Знамени (1982)
- Золотая медаль им. А. Д. Попова — за постановку оперетты «Вчера закончилась война» Б. Ильина (1986)
- Лауреат Всесоюзного фестиваля драматических и музыкальных театров, ансамблей и хоров (1975)
- Почётный гражданин Свердловска (1983)[2].

## Постановки оперетт, мюзиклов, музыкальных комедий, опер

### Свердловский театр музыкальной комедии
- «Девушка с голубыми глазами» В. И. Мурадели
- «Севастопольский вальс» К. Я. Листова
- «Белая ночь» Т. Н. Хренникова
- «Пусть гитара играет» О. Б. Фельцмана
- «Гори, гори, моя звезда» С. И. Пожлакова
- «Прекрасная Елена» Ж. Оффенбаха
- «Рыцарь Синяя Борода» Ж. Оффенбаха
- «Хэлло, Долли!» Дж. Хермана
- «Свадьба с генералом» Е. Н. Птичкина
- «О, Милый друг!» В. М Лебедева
- «Калифорнийский сувенир» Л. В. Афанасьева
- «Арабелла» Р. Штрауса (1973, 1-я постановка в СССР)
- «Чёрный дракон» Д. Модуньо и В. Ф. Уткина (первый мюзикл в СССР)
- «Табачный капитан» В. В. Щербачёва
- «Девичий переполох» Ю. С. Милютина
- «Весёлая вдова» Ф.Легара
- «Графиня Марица» И. Кальмана
- «Цыган-премьер» И. Кальмана
- «Фраскита» Ф. Легара
- «Чёрная берёза» А. Г. Новикова
- Сатирический памфлет «5000000 франков» по И. А. Ильфу и Е. П. Петрову
- Концерт «Имре Кальман»
- Спектакль-диспут «Бородатые мальчики»

### Московский театр оперетты
- 1971 — «Вольный ветер» И. О. Дунаевского

### Пермский театр оперы и балета имени П. И. Чайковского
- «Мадам Баттерфляй» Дж. Пуччини (на итальянском языке)
- «Трубадур» Дж. Верди (на итальянском языке)
- «Самсон и Далила» К. Сен-Санса (на французском языке)
- «Дон Жуан» В. А. Моцарта
- «Фауст» Ш. Гуно
- «Паяцы» Р. Леонкавалло
- «Евгений Онегин» П. И. Чайковского
- «Скупой рыцарь» С. В. Рахманинова
- «Путешествие по оперетте».

### Другие театры
- «Порги и Бесс» Дж. Гершвина
- «Евгений Онегин» П. И. Чайковского (Быдгощ, 1980)
- «Анютины глазки» Ю. С. Милютина (Варшава, Щецин, 1968, 1972).

## Фильмография
- 1962 — Шестнадцатая весна — рабочий, ученик вечерней школы
- 1975 — Я люблю оперетту (фильм-спектакль) — главный режиссёр театра музкомедии
- 1983 — Свердловская оперетта (фильм-спектакль)

### Режиссёр
- 1974 — Мелодии любви (фильм-спектакль)

## Память

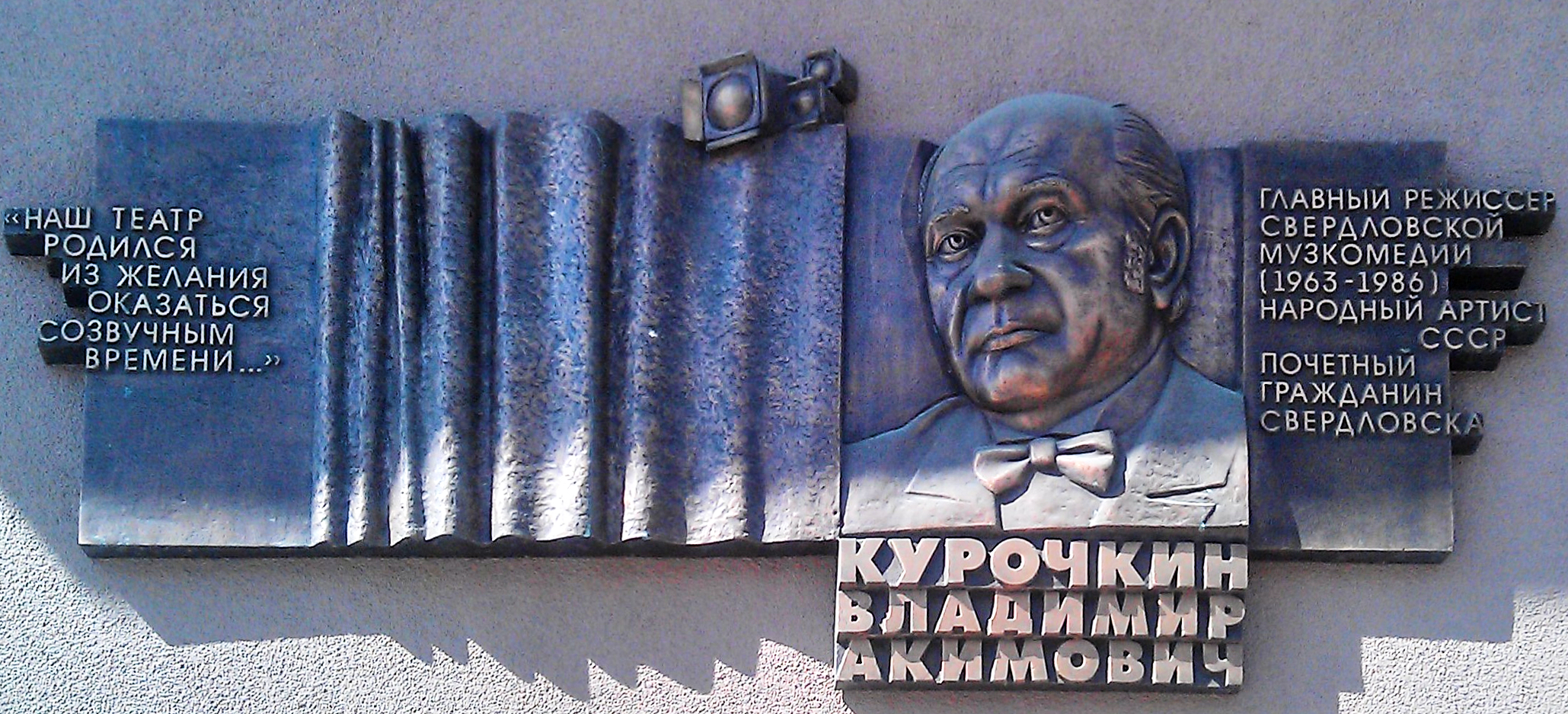
Мемориальная доска на здании Екатеринбургского театра музыкальной комедии

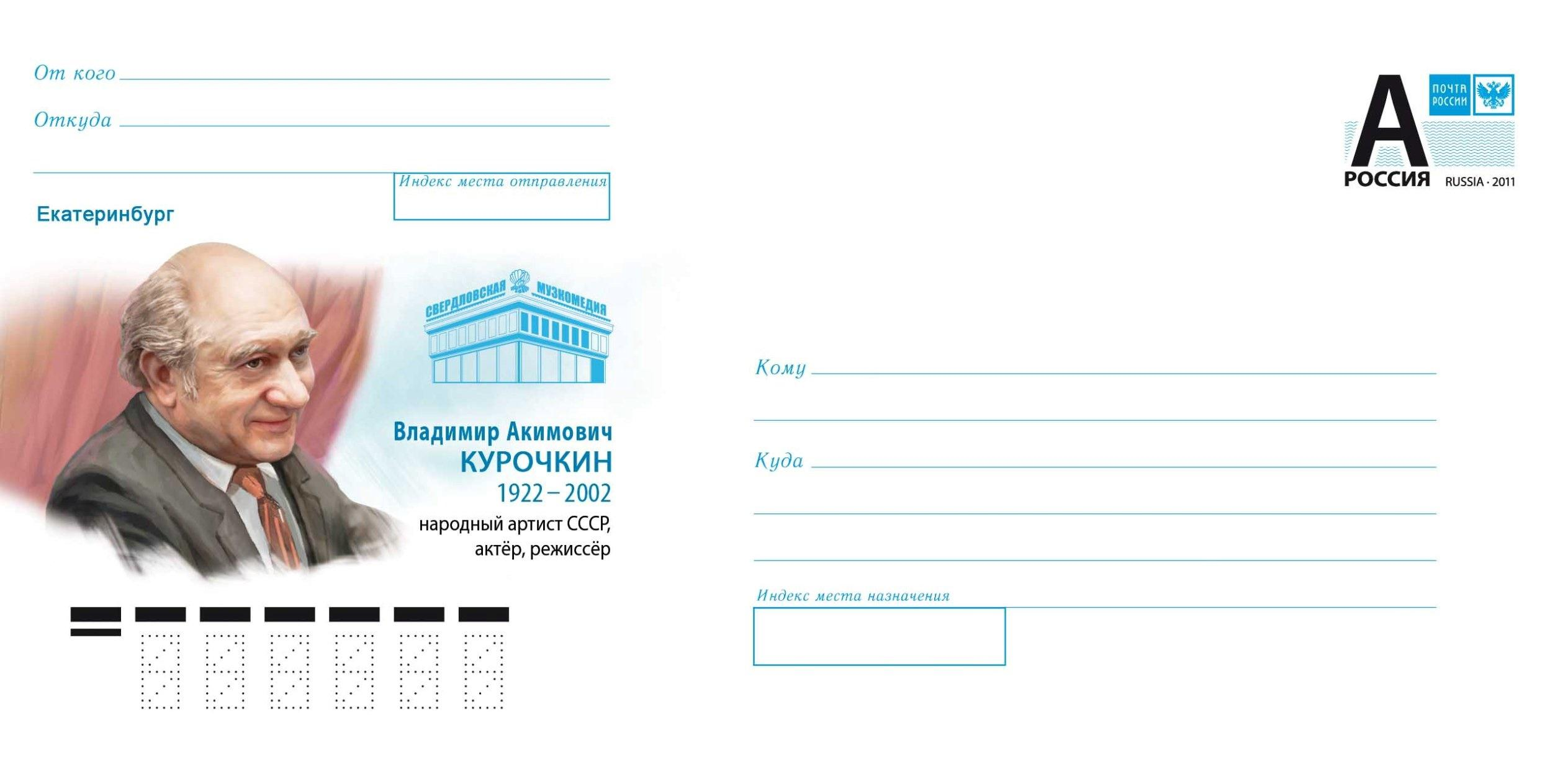
Почтовый конверт России

- В Екатеринбурге проводится Международный конкурс молодых артистов оперетты и мюзикла имени Народного артиста СССР В. А. Курочкина.
- В 2003 году памяти В. А. Курочкина был посвящён поставленный в Екатеринбургском театре музыкальной комедии спектакль «Парк советского периода» (реж. — народный артист РФ К. С. Стрежнев).
- На здании Екатеринбургского театра музыкальной комедии установлена мемориальная доска.
- В 2022 году к 100-летию со дня рождения выпущен почтовый художественный маркированный конверт тиражом 200 тысяч экземпляров[5].